# مارسيلو سيلفا
مارسيلو سيلفا (بالإسبانية: Marcelo Silva)‏ (21 مارس 1989 الأوروغواي - ) هو لاعب كرة قدم أوروغواني يلعب كمدافع.

## روابط خارجية
- مارسيلو سيلفا على موقع الاتحاد الدولي (مؤرشف)  (الإنجليزية)
- مارسيلو سيلفا على موقع الدوري الأمريكي (الإنجليزية)
- مارسيلو سيلفا على موقع قاعدة بيانات كرة القدم.إي يو (الإنجليزية)
- مارسيلو سيلفا على موقع Soccerbase.com (لاعب) (الإنجليزية)
- مارسيلو سيلفا على موقع Soccerway.com (الإنجليزية)
- مارسيلو سيلفا على موقع أوليمبيديا (الإنجليزية)